# Ranunculus subtatricus
Ranunculus subtatricus — вид квіткових рослин з родини жовтецевих (Ranunculaceae).

## Біоморфологічна характеристика
Зазвичай всі прикореневі листки мають неподілену листкову пластинку й тупу неглибоку зубчастість.

## Поширення
Поширення: Білорусь, Болгарія, Польща, Україна.

## Синоніми
- Ranunculus auricomus subsp. subtatricus (Jasiewicz) Jasiewicz